# Yonago
Yonago (米子市, Yonago-shi) és una ciutat del Japó, situada a la Prefectura de Tottori, a la regió de Chūgoku.
La ciutat va ser fundada l'1 d'abril de 1927 i des de llavors ha ampliat la seva extensió amb la incorporació de diversos municipis. En 2012 tenia 150.232 persones i una densitat de 1.136 h/km². Yonago limita dins de la seva pròpia prefectura amb la ciutat de Sakaiminato i els pobles del Districte de Saihaku (Hiezu, Daisen, Hōki i Nanbu), així com la ciutat de Yasugi (a la Prefectura de Shimane).

## Ciutats agermanades
- Sokcho, Corea del Sud